# Phylarque
Pour les articles homonymes, voir Phylarque (homonymie).
Phylarchos ou Phylarque (en grec ancien Φύλαρχος / Phúlarkhos), né à Naucratis vers 210 av. J.-C., est un historien grec.

## Biographie
Phylarque est l’auteur d'un traité historique en 28 livres relatant les événements en Grèce depuis l’invasion du Péloponnèse par Pyrrhus jusqu’à la mort de Cléomène III, roi de Sparte de 235 à 219. Le traité était appelé à prendre la suite de l’œuvre de Hiéronymos de Cardia.
Polybe le juge très sévèrement, l’accusant de faire de l'histoire à sensation et de lancer des « assertions incontrôlées, avancées à la légère » : « en toute occasion, [l’auteur] s'efforce d’offrir à notre imagination des scènes d’horreur ». Il est probable que c’est le parti-pris pro-spartiate de Phylarque qui indisposait ainsi Polybe, auteur achéen dont le pays affronta Sparte au cours des IIIe et IIe siècles.
Plutarque s’inspire de lui pour rédiger les Vies de Pyrrhus, Cléomène III et Aratos de Sicyone, même s'il l'utilise avec prudence. Il déclare ainsi, au sujet de la mort de Thémistocle :
« Il ne faut pas non plus croire Phylarque, qui introduit dans l’histoire une sorte de deux ex machina, comme dans une tragédie : il fait intervenir je ne sais quels Démoclès et Démopolis, fils de Thémistocle, pour susciter un débat et inspirer de l'émotion. C’est une histoire forgée de toutes pièces, nul ne peut l’ignorer,. »
Trogue Pompée l’utilise également comme source. Il ne reste de l’ouvrage de Phylarque que des fragments. Une partie nous est conservée par Athénée, dans ses Deipnosophistes, notamment au livre XI, où l'on apprend que les Histoires de Phylarque sont écrites en au moins 22 livres. Elle constitue une source précieuse sur l'histoire et la civilisation spartiates.